# Supreme Court of Nauru
Der Supreme Court of Nauru ist das Oberste Gericht im Rechtssystem des Inselstaates Republik Nauru im Pazifischen Ozean.

## Verfassungsgrundlage
Das Gericht wurde eingerichtet auf Grundlage des part V der Verfassung von Nauru, die im Zuge von Naurus Unabhängigkeit von Australien 1968 angenommen wurde. Art. 48 der Constitution begründet den Supreme Court als „einen höchsten court of record“ (Appellationsgericht), mit Rechtssprechungskompetenz, die verfassungsrechtlich und gesetzlich festgelegt sind. Art. 49 bestimmt, dass der Chief Justice vom Präsident ernannt wird und zusammen mit anderen Richtern urteilt, die ebenfalls vom Präsidenten ernannt sind, die Anzahl dieser Richter ist durch Gesetz geregelt. Nur Barrister und Solicitors, die wenigstens fünf Jahre Berufserfahrung haben, können in den Supreme Court berufen werden. Die Art. 50 und 51 beschreiben, dass ein Richter/eine Richterin des Supreme Court sein/ihr Amt im Alter von 65 Jahren abgibt, es sei denn, dass das Alterslimit durch Gesetze angepasst wird; oder dass er aufgrund von Unfähigkeit oder Falschverhaltens abgesetzt werden kann, wenn mindestens zwei Drittel der Mitglieder des Parlaments dem zustimmen, oder wenn eine Rücktrittserklärung beim Präsidenten abgegeben wird. Art. 54 bestimmt, dass „der Supreme Court soll, exklusiv gegenüber allen anderen Gerichten, die Rechtssprechungskompetenz haben um jede Frage zu klären, die unter oder mit Einbeziehung der Interpretation oder mit Einfluss von jeglicher Voraussicht der Verfassung auftritt“ beschreibt, dass das Kabinett „sich in Verfassungsfragen auf den Supreme Court beziehen soll“ („may refer questions on Constitution to the Supreme Court“), und dass „der Supreme Court soll in einer öffentlichen Sitzung seine Meinung zu der Frage darlegen“ („the Supreme Court shall pronounce in open court its opinion on the question“). Damit ist der Supreme Court ermächtigt eine „Anweisende Meinung“ (advisory opinion) zu erteilen, auch wenn dies nur auf Fragen des Kabinetts hin erfolgt.

## Jurisdiktion
Der Supreme Court hat sowohl direkte Jurisdiktion (original jurisdiction) als auch appellative Jurisdiktion (appellate jurisdiction). Das Pacific Islands Legal Information Institute verzeichnet, dass der Supreme Court „unbeschränkte bürgerliche Jurisdiktion hat und, obwohl der Courts Act von 1972 dies nicht ausführt, auch unbeschränkte Kriminal-Jurisdiktion hat.“ Außerdem legt der Appeals Act von 1972 fest, dass der Supreme Court auch Widersprüche des District Court sowohl für Kriminalgerichtsbarkeit als auch für Bürgerliches Recht entscheidet. Der Family Court entscheidet jedoch separat und keine Berufung beim Supreme Court ist möglich.
Trotz seines Namens ist der Supreme Court in vielen Fällen nicht die höchste Instanz. Die Entscheidungen in Verfassungsfragen sind  final, aber jeder andere Fall kann an den Appellate Court of Nauru weiterverwiesen werden. Zusätzlich legt Art. 57 der Verfassung fest, dass das Parlament eine Anrufung eines Gerichts in einem anderen Land zulassen kann. Diese Vorsichtsmaßnahme wurde in Übereinkunft zwischen Nauru und Australien 1976 gestaltet, damit im Zweifelsfall auch der High Court of Australia angerufen werden kann.
Diese Regelung mit Australien endete am 12. März 2018, nachdem die Regierung von Nauru einseitig die Vereinbarung aufgegeben hatte. Schon vorher hatte die Australian Law Reform Commission darauf hingewiesen, dass diese Regelung Schwierigkeiten mit anderen Aufgaben des High Court of Australia mit sich bringt. Der Schritt wurde begrüßt als weiterer Schritt auf dem Weg eine eigenständige Nation zu werden.
Da das Rechtssystem von Nauru auf dem angelsächsischen Recht aufbaut, werden Präzedenzfälle, die der Supreme Court entscheidet, Teil des nationalen Rechts und die Interpretation des Supreme Court bindet die Entscheidung der niederen Gerichte. Solche Präzedenzfälle können jedoch durch die Legislative ausgesetzt werden.

## Entscheidungen
Der Supreme Court entschied seinen ersten Fall, Detamaigo v. Demaure, im April 1969. Es handelte sich um einen Widerspruch gegen eine Entscheidung des Nauru Lands Committee. In einer kurzen Entscheidung schlug Richter Thompson den Widerspruch aus, da er nicht befugt sei, eine Entscheidung aufgrund von „Personalty“ zu treffen.
Der erste verfassungs-relevante Fall des Supreme Court war Jeremiah v Nauru Local Government Council im März 1971. In diesem Fall wandte sich der Nauruer Jeremiah an das Gericht, weil das Nauru Local Government Council keine Einwilligung geben wollte, als er eine Ausländerin heiraten wollte (Births, Deaths and Marriages Ordinance 1957). Der Kläger argumentierte, dass eine Verletzung von Art. 3 der Verfassung vorläge, welcher jedem Bürger die „fundamentalen Rechte und Freiheiten“ zuspricht. Richter Thompson entschied, dass kein verfassungsmäßiges Recht bestehe zu heiraten.
Im Oktober 2010 hatte der Supreme Court über die Ausrufung des Ausnahmezustands durch Präsident Marcus Stephen zu entscheiden, der In the Matter of the Constitution and in the Matter of the Dissolution of the Eighteenth Parliament den Ausnahmezustand verhängt hatte, weil das Parlament keine Möglichkeit hatte, eine Entscheidung herbeizuführen. Die Klage war von den Mitgliedern der Opposition eingereicht worden. Richter John von Doussa entschied zu Gunsten des Präsidenten, weil Art. 77 der Verfassung dem Präsidenten die volle Entscheidungsgewalt beimisst, zu entscheiden, wann der Ausnahmezustand erklärt werden darf.
Der gegenwärtige Chief Justice ist Filimone Jitoko, der 2017 Ratu Joni Madraiwiwi nachfolgte. Jane Crulci (2014–2017) und Resident Magistrate Emma Garo (2014–2016) waren die ersten Frauen, die in die Position der Judiziare in Nauru eingesetzt wurden.

## Oberste Richter (Chief Justices)
- Ian Tompson 1968–1984
- H. Gilbert 1984
- B. J. McK. Kerr (kommissarisch) 1984–1985
- Sir Gaven Donne KBE 1985–2001
- Barry Connell 2001–2006
- Robin Millhouse QC 2006–2010
- Geoffrey Eames AM QC 2010–2014
- Ratu Joni Madraiwiwi 2014–2016
- Filimone Jitoko 2017 – heute